# Carla Castiglione
Pour les articles homonymes, voir Castiglione.
Carla Castiglione est une joueuse argentine de volley-ball née le 7 mars 1989 à Buenos Aires. Elle mesure 1,90 m et joue au poste d'attaquante. Elle totalise 20 sélections en équipe d'Argentine.

## Clubs
| Club                       | De        | À         |
| -------------------------- | --------- | --------- |
| Club Náutico Hacoaj        | 2003-2004 | 2003-2004 |
| Club Atlético Boca Juniors | 2005-2006 | 2006-2007 |
| Robursport Volley Pesaro   | 2007-2008 | 2008-2009 |
| Club Atlético Boca Juniors | 2009-2010 | 2009-2010 |
| Verona Volley Femminile    | 2010-2011 | 2010-2011 |
| Raanana Volleyball Club    | 2011-2012 | 2011-2012 |
| Club San Martín de Formosa | 2012-2013 | 2012-2013 |
| Club Atlético Boca Juniors | 2013-2014 | 2013-2014 |
| CA San Lorenzo de Almagro  | 2014-2015 | 2015-2016 |
| VB Franches-Montagnes      | 2016-2017 | 2016-2017 |
| São José Voleibol          | jan 2018  | mai 2018  |
| Hapoël Kfar Saba           | 2018-2019 | 2018-2019 |
| Gimnasia La Plata          | 2019-2020 | …         |

## Palmarès

### Clubs
- Championnat d'Italie
  - Vainqueur : 2008, 2009.
- Coppa Italia
  - Vainqueur :2009.
  - Finaliste : 2008.
- Supercoupe d'Italie
  - Vainqueur : 2008.
- Coupe de la CEV
  - Vainqueur : 2008.
- Championnat d'Israël
  - Finaliste : 2019.

### Distinctions individuelles
- Championnat d'Amérique du Sud de volley-ball féminin 2015: Meilleure attaquante[1].